# Gare de Palautordera
La gare de Palautordera (en catalan : estació de Palautordera) est une gare ferroviaire espagnole qui appartient à ADIF située dans la commune de Santa Maria de Palautordera, dans la comarque du Vallès Oriental, et loin de son centre-ville. La gare se trouve à la ligne Barcelone - Gérone - Portbou et des trains de la ligne R2 Nord des Rodalies de Barcelone, opérés par Renfe s'y arrêtent.

## Histoire
Cette gare de la ligne de Gérone est entrée en service en 1860 lorsque le tronçon construit par les Chemins de fer de Barcelone à Granollers (devenu plus tard les Chemins de fer de Barcelone à Gérone) a été créé entre Granollers Centre et Maçanet-Massanes, dans le prolongement du chemin de fer de Barcelone à Granollers.
En 2016, 232 000 passagers ont transité en gare de Palautordera.